# Chrysaor
Format:Pagină Tradusă

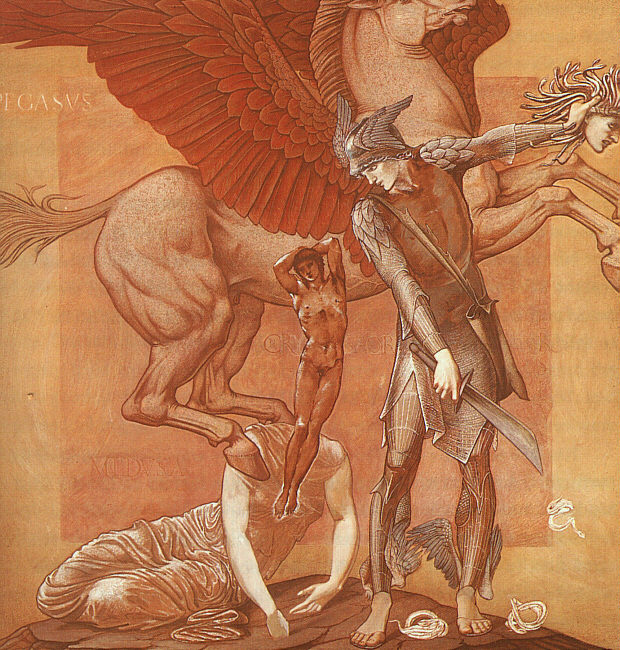
Nașterea Chrysaorului și a fratelui său Pegas, pictură de Edward Burne-Jones.

În Mitologia greacă, Chrysaor (greacă Χρυσάωρ, Chrysáor, gen.: Χρυσάορος, Chrysáoros; Traducere în română: "El ce are o sabie din aur" [din χρυσός, "aur" și ἄορ, "sabie"]) era fratele al calului înaripat Pegas, în mod normal înfățișat ca un tânăr. El este fiul lui Poseidon și Medusa, născându-se atunci când  Perseus a decapitat-o pe Medusa. 
„Iar cînd Perseu retezat-a cu sabia-i capul cel groaznic
Calul Pegas ţîşnit-a şi uriaşul Chrysaor
Unul primi acest nume fiind zămislit lîngă apă,
Celălalt pentru că-n mînă avea o spadă de aur.”—Hesiod, Teogonia

## Mythology
În mitologia greacă, Medusa a fost una din surorile Gorgone. Medusa, spre deosebire de surorile sale, Stheno și Euryale, era muritoare, și a fost decapitată de Perseu. Chrysaor și Pegas se înălțară din  sângele trupului decapitat.
În artă, aparența cea mai veche al lui Chryasor pare să fie  pe marele fronton al  Templul al Artemisei, Corfu datat în  secolul al VI-lea î.Hr, unde este pus lângă mama lui, Medusa.

## Offspring
Fiica lui Oceanos, Kalliroe îndrăgind pe Chrysaor,Pe Geryon a născut, trei capete-avea pe grumazu-i Şi fu ucis de Heracles voinicul în Erytheia,Cea-mprejmuită de valuri, cînd spre Tyrintul cel sacruBoii cu fruntea lor largă mina, cînd ucise de-asemeniPe Eurytios bouarul şi Orthos în ţarcul noptatic,Apa, trecînd, a Oceanului, plin de bulboane şi faimă.
—Hesiod, Teogonia 287
Chrysaor și Callirrhoe poate fuseseră și părinții al Echidnei.
Într-o genealogie alternativă de la Stephanus of Byzantium's Ethnica, Chrysaor este fiul  lui Glaucus și nepotul lui Sisyphus, și fiul său Mylasus întemeiază on to found Mylasa. This ancestry would make Chrysaor a double of Bellerophon.

## Notițe
1. ↑  „Hesiod, Theogony, pagina 33”. www.perseus.tufts.edu.
2. ↑  Hesiod. Theogony (în greacă veche).
3. ↑  Hesiod, Theogony 270-300. Deși Herbert Jennings Rose zice că  "nu este clar la ce părinți se referă (în Teogonia ) ", Athanassakis, p. 44, zice că Phorcys și Ceto sunt  "candidați mai probabili  ca  părinți ai aceste creaturi monstruoase ce a urmat să dea naștere a unei serii de monștri și flageluri".  Problema apare în referentul ambiguu al pronumelui "ea" în linia 295 al  Teogoniei. În timp ce unii au citit acest „ea” ca referindu-se la Callirhoe(e.g. Smith "Echidna"; Morford, p. 162), în conformitate cu Clay,
p. 159 n. 32, "Consensul experților" o citesc ca fiind Ceto, vezi de examplu Gantz, p. 22; Caldwell, pp. 7, 46 295–303; Grimal, "Echidna" p. 143.
4. ↑  Bean, George Ewart (1989). Turkey beyond the Meander. London: John Murray Publishers Ltd. ISBN 978-0-7195-4663-1.
5. ↑  Kerenyi, Karl (1959). The Heroes of the Greeks. London: Thames and Hudson. p. 80.